# Heyno Beddig

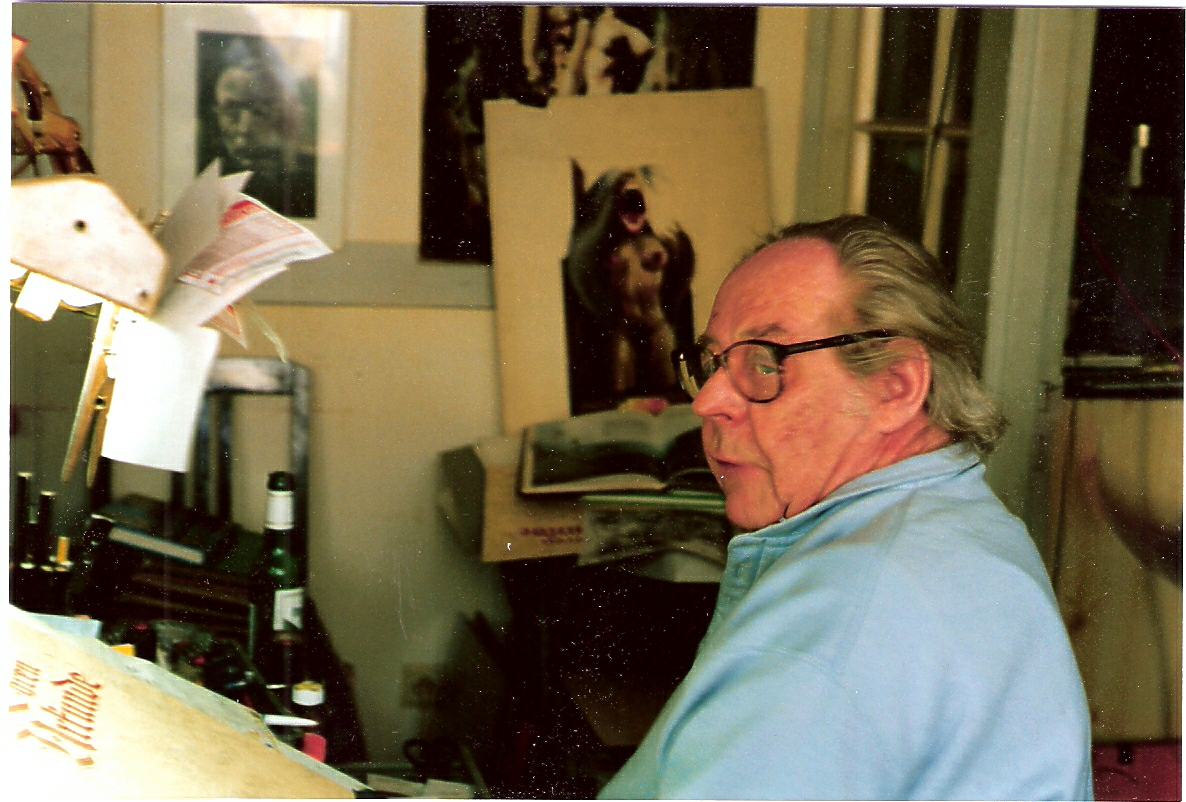
Heyno Beddig in seiner Werkstatt, 1992

Heyno Beddig (* 12. Dezember 1923 in Braunschweig; † 10. Juli 1994 in Lüneburg) war ein deutscher Kunstmaler, Werbegrafiker, Bühnenbildner und Buchillustrator.

## Leben und Werk
Seine Eltern, Walter und Helene Beddig, führten in 2. Generation ein Fotoatelier in der Casparistraße 3, in Braunschweig. Beddig studierte ab 1940 an der Kunstgewerbeschule Braunschweig, der heutigen Hochschule für Bildende Künste Braunschweig (HBK). Von 1946 bis 1955 arbeitete er als Bühnenbildner und Plakatgestalter bei der Lüneburger Bühne (heute Stadttheater Lüneburg). Von 1956 bis 1985 war er als Chefgrafiker der Lüneburger Werbeagentur „Die Brücke“ tätig und anschließend von 1985 bis 1994 als selbständiger Kunstmaler und Werbegestalter.
Sein künstlerischer Stil kann als Phantastischer Realismus bezeichnet werden.
Seine zweite Leidenschaft waren akribisch recherchierte historische Stadtansichten. Er arbeitete mit verschiedensten Techniken und schuf feinste Federzeichnungen, Schabzeichnungen, Bilder in Aquarell und Tempera, sowie Ölgemälde.
Neben seiner frühen Tätigkeit am Theater illustrierte er Kinderbücher, zum Beispiel der Serien Die bunte Kiste – Scholz Monatsbilderbuch und Das Karussell – kunterbuntes Kinderjahrbuch. Weitere Auftragsarbeiten waren Covergestaltungen für Schallplatten, Illustrationen für Fortsetzungsromane, von Kalendern und Logos für Musikgruppen und Unternehmen.
1977 errang er den 1. Preis bei einem von der Firma Eberhard Faber (Faber-Castell) ausgelobten Wettbewerb für Grafikdesign und wurde mit einer Ausstellung seiner Werke am Sitz des Unternehmens in Neumarkt gewürdigt. Weitere Ausstellungen waren in den Folgejahren z. B. in Hamburg, Lüneburg, Hitzacker und Grünhagen.
Beddig unterrichtete unter anderem die Künstler Lars Theuerkauff, Michael von Hartz, Michael Rehr-Hoffmann, Ulrike Stuhrmann, Andreas Dierßen und Peter Haase.